# Monëy So Big
«Monëy so big» es una canción del rapero estadounidense Yeat de su álbum de estudio debut «Up 2 Më» (2021). Fue producido por Trgc y Nest. Ganó fuerza a través de la plataforma para compartir vídeos TikTok y se ha convertido en una de las canciones más populares de Yeat.

## Composición
AllMusic describió a Yeat como «doblando ganchos melódicos en balidos distorsionados en los flujos de cambio rápido» de la canción. 

## Gráficos

### Gráficos semanales
| Gráfico (2022)                       | Lista posición |
| ------------------------------------ | -------------- |
| Canada (Canadian Hot 100)            | 88             |
| US Billboard Hot 100                 | 95             |
| US Hot R&B/Hip-Hop Songs (Billboard) | 31             |

### Gráficos de fin de año
| Gráfico (2022)                       | Posición |
| ------------------------------------ | -------- |
| US Hot R&B/Hip-Hop Songs (Billboard) | 87       |

## Certificaciones
| País           | Organismo certificador | Certificación | Ventas certificadas | Ref.  |
| -------------- | ---------------------- | ------------- | ------------------- | ----- |
| Estados Unidos | RIAA                   | Platino       | 1 000 000           | [ 6 ] |